# Caledonica mniszechii
Caledonica mniszechii is een keversoort uit de familie van de loopkevers (Carabidae). De wetenschappelijke naam van de soort is voor het eerst geldig gepubliceerd in 1856 door J.Thomson.